# Thomas Buffel
Thomas Buffel (Oostkamp, 19 febbraio 1981) è un ex calciatore belga, di ruolo centrocampista o attaccante.
In passato ha vestito le maglie di Excelsior Rotterdam, Feyenoord e Rangers.

## Biografia
Sposato con Stephanie De Buysser, quest'ultima è morta il 26 gennaio 2017.

## Carriera

### Club
Buffel iniziò la carriera in patria, prima nel Ruddervoordem, squadra della sua città, poi al Cercle Brugge. Nel 1999 arrivò il trasferimento nei Paesi Bassi al Feyenoord. Viste le poche opportunità di giocare in prima squadra, venne girato nel 2000 alla squadra satellite del Feyenoord, l'Excelsior, per affinare la tecnica e fare esperienza. Dopo 2 anni di ulteriore gavetta, nel 2002 Buffel rientrò al Feyenoord e si guadagnò il posto da titolare, giocando in tre stagioni circa 100 incontri con 38 goal.
A causa di questioni di contratto con il manager della squadra Ruud Gullit, nel gennaio 2005 Buffel lasciò il club olandese per andare in Scozia nei Rangers, che versò al Feyenoord 2.300.000 sterline. L'esordio fu in un derby di Coppa di Scozia perso contro gli storici rivali del Celtic per 1-2. A dispetto dell'inizio non incoraggiante, Buffel riuscì a inserirsi bene nella squadra e alla fine della stagione conquistò il double campionato / Coppa di Lega, giocando in totale 18 volte e segnando 5 goal.
Dopo aver rifiutato il trasferimento presso i tedeschi dell'Hannover 96, Buffel è messo fuori squadra a causa di un intervento chirurgico al ginocchio che ne permetterà il riutilizzo solo nella stagione 2007-2008, al termine della quale passa al Cercle Bruges.
Nel gennaio 2010, dopo 36 presenze e 6 gol, passa al Genk firmando un contratto di un anno e mezzo. Il 9 giugno 2011 prolunga il contratto fino al[2013.

### Nazionale
Buffel debuttò con la sua nazionale nell'ottobre 2002 contro Andorra. Vanta 35 presenze 6 reti con la squadra in maglia rossa.

## Statistiche

### Cronologia presenze e reti in nazionale
| Cronologia completa delle presenze e delle reti in nazionale ― Belgio | Cronologia completa delle presenze e delle reti in nazionale ― Belgio | Cronologia completa delle presenze e delle reti in nazionale ― Belgio | Cronologia completa delle presenze e delle reti in nazionale ― Belgio | Cronologia completa delle presenze e delle reti in nazionale ― Belgio | Cronologia completa delle presenze e delle reti in nazionale ― Belgio | Cronologia completa delle presenze e delle reti in nazionale ― Belgio | Cronologia completa delle presenze e delle reti in nazionale ― Belgio |
| Data                                                                  | Città                                                                 | In casa                                                               | Risultato                                                             | Ospiti                                                                | Competizione                                                          | Reti                                                                  | Note                                                                  |
| --------------------------------------------------------------------- | --------------------------------------------------------------------- | --------------------------------------------------------------------- | --------------------------------------------------------------------- | --------------------------------------------------------------------- | --------------------------------------------------------------------- | --------------------------------------------------------------------- | --------------------------------------------------------------------- |
| 12-10-2002                                                            | Andorra la Vella                                                      | Andorra                                                               | 0 – 1                                                                 | Belgio                                                                | Qual. Euro 2004                                                       | -                                                                     |                                                                       |
| 16-10-2002                                                            | Tallinn                                                               | Estonia                                                               | 0 – 1                                                                 | Belgio                                                                | Qual. Euro 2004                                                       | -                                                                     | 89’                                                                   |
| 12-2-2003                                                             | Annaba                                                                | Algeria                                                               | 1 – 3                                                                 | Belgio                                                                | Amichevole                                                            | -                                                                     | 82’                                                                   |
| 29-3-2003                                                             | Zagabria                                                              | Croazia                                                               | 4 – 0                                                                 | Belgio                                                                | Qual. Euro 2004                                                       | -                                                                     |                                                                       |
| 30-4-2003                                                             | Bruxelles                                                             | Belgio                                                                | 3 – 1                                                                 | Polonia                                                               | Amichevole                                                            | 1                                                                     |                                                                       |
| 7-6-2003                                                              | Sofia                                                                 | Bulgaria                                                              | 2 – 2                                                                 | Belgio                                                                | Qual. Euro 2004                                                       | -                                                                     |                                                                       |
| 11-6-2003                                                             | Gand                                                                  | Belgio                                                                | 3 – 0                                                                 | Andorra                                                               | Qual. Euro 2004                                                       | -                                                                     | 73’                                                                   |
| 20-8-2003                                                             | Bruxelles                                                             | Belgio                                                                | 1 – 1                                                                 | Paesi Bassi                                                           | Amichevole                                                            | -                                                                     | 86’                                                                   |
| 10-9-2003                                                             | Bruxelles                                                             | Belgio                                                                | 2 – 1                                                                 | Croazia                                                               | Qual. Euro 2004                                                       | -                                                                     | 87’                                                                   |
| 11-10-2003                                                            | Liegi                                                                 | Belgio                                                                | 2 – 0                                                                 | Estonia                                                               | Qual. Euro 2004                                                       | 1                                                                     | 87’                                                                   |
| 18-2-2004                                                             | Bruxelles                                                             | Belgio                                                                | 0 – 2                                                                 | Francia                                                               | Amichevole                                                            | -                                                                     | 85’                                                                   |
| 31-3-2004                                                             | Colonia                                                               | Germania                                                              | 3 – 0                                                                 | Belgio                                                                | Amichevole                                                            | -                                                                     |                                                                       |
| 28-4-2004                                                             | Bruxelles                                                             | Belgio                                                                | 2 – 3                                                                 | Turchia                                                               | Amichevole                                                            | -                                                                     | 82’                                                                   |
| 29-5-2004                                                             | Bruxelles                                                             | Paesi Bassi                                                           | 0 – 1                                                                 | Belgio                                                                | Amichevole                                                            | -                                                                     |                                                                       |
| 18-8-2004                                                             | Oslo                                                                  | Norvegia                                                              | 2 – 2                                                                 | Belgio                                                                | Amichevole                                                            | 2                                                                     | 55’ 70’                                                               |
| 4-9-2004                                                              | Charleroi                                                             | Belgio                                                                | 1 – 1                                                                 | Lituania                                                              | Qual. Mondiali 2006                                                   | -                                                                     |                                                                       |
| 9-10-2004                                                             | Santander                                                             | Spagna                                                                | 2 – 0                                                                 | Belgio                                                                | Qual. Mondiali 2006                                                   | -                                                                     | 79’                                                                   |
| 17-11-2004                                                            | Bruxelles                                                             | Belgio                                                                | 0 – 2                                                                 | Serbia e Montenegro                                                   | Qual. Mondiali 2006                                                   | -                                                                     |                                                                       |
| 9-2-2005                                                              | il Cairo                                                              | Egitto                                                                | 4 – 0                                                                 | Belgio                                                                | Amichevole                                                            | -                                                                     | 74’                                                                   |
| 26-3-2005                                                             | Bruxelles                                                             | Belgio                                                                | 4 – 1                                                                 | Bosnia ed Erzegovina                                                  | Qual. Mondiali 2006                                                   | 1                                                                     | 30’ 90’                                                               |
| 30-3-2005                                                             | Serravalle                                                            | San Marino                                                            | 1 – 2                                                                 | Belgio                                                                | Qual. Mondiali 2006                                                   | -                                                                     | 38’                                                                   |
| 4-6-2005                                                              | Belgrado                                                              | Serbia e Montenegro                                                   | 0 – 0                                                                 | Belgio                                                                | Qual. Mondiali 2006                                                   | -                                                                     | 89’                                                                   |
| 3-9-2005                                                              | Zenica                                                                | Bosnia ed Erzegovina                                                  | 1 – 0                                                                 | Belgio                                                                | Qual. Mondiali 2006                                                   | -                                                                     | 67’                                                                   |
| 7-9-2005                                                              | Anversa                                                               | Belgio                                                                | 8 – 0                                                                 | San Marino                                                            | Qual. Mondiali 2006                                                   | 1                                                                     |                                                                       |
| 8-10-2005                                                             | Bruxelles                                                             | Belgio                                                                | 0 – 2                                                                 | Spagna                                                                | Qual. Mondiali 2006                                                   | -                                                                     | 61’                                                                   |
| 11-5-2006                                                             | Sittard                                                               | Arabia Saudita                                                        | 1 – 2                                                                 | Belgio                                                                | Amichevole                                                            | -                                                                     | 46’                                                                   |
| 20-5-2006                                                             | Trnava                                                                | Slovacchia                                                            | 1 – 1                                                                 | Belgio                                                                | Amichevole                                                            | -                                                                     | 77’                                                                   |
| 24-5-2006                                                             | Genk                                                                  | Belgio                                                                | 3 – 3                                                                 | Turchia                                                               | Amichevole                                                            | -                                                                     | 16’ 46’                                                               |
| 16-8-2006                                                             | Bruxelles                                                             | Belgio                                                                | 0 – 0                                                                 | Kazakistan                                                            | Qual. Euro 2008                                                       | -                                                                     |                                                                       |
| 20-8-2008                                                             | Norimberga                                                            | Germania                                                              | 2 – 0                                                                 | Belgio                                                                | Amichevole                                                            | -                                                                     | 61’                                                                   |
| 14-10-2009                                                            | Tallinn                                                               | Estonia                                                               | 2 – 0                                                                 | Belgio                                                                | Qual. Mondiali 2010                                                   | -                                                                     | 46’                                                                   |
| 14-11-2009                                                            | Gand                                                                  | Belgio                                                                | 3 – 0                                                                 | Ungheria                                                              | Amichevole                                                            | -                                                                     | 87’                                                                   |
| 3-3-2010                                                              | Bruxelles                                                             | Belgio                                                                | 0 – 1                                                                 | Croazia                                                               | Amichevole                                                            | -                                                                     | 75’                                                                   |
| 19-5-2010                                                             | Bruxelles                                                             | Belgio                                                                | 2 – 1                                                                 | Bulgaria                                                              | Amichevole                                                            | -                                                                     |                                                                       |
| 6-2-2013                                                              | Bruges                                                                | Belgio                                                                | 2 – 1                                                                 | Slovacchia                                                            | Amichevole                                                            | -                                                                     | 78’                                                                   |
| Totale                                                                |                                                                       | Presenze                                                              | 35                                                                    |                                                                       | Reti                                                                  | 6                                                                     |                                                                       |

## Palmarès

### Club

#### Competizioni nazionali
- Coppa di Scozia: 1

Rangers: 2007-2008
- Coppa di Lega scozzese: 1

Rangers: 2007-2008
- Campionato belga: 1

Genk: 2010-2011
- Coppa del Belgio: 1

Genk: 2012-2013
- Supercoppa del Belgio: 1

Genk: 2011